# Al-Azraqī

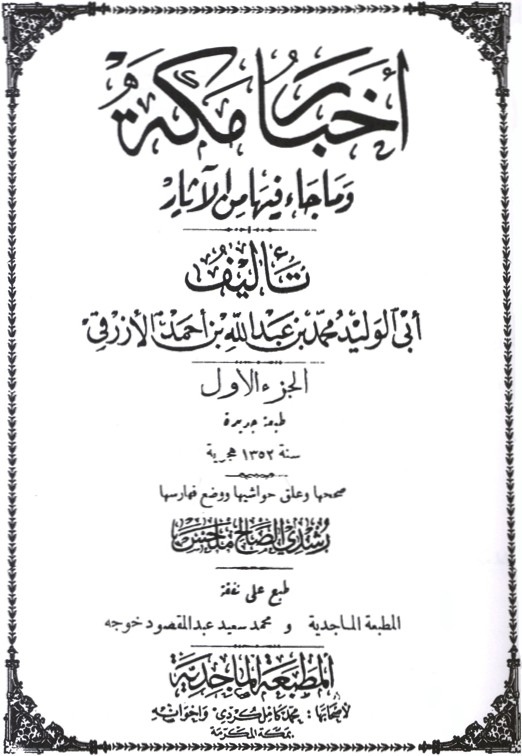
Das Buch Aḫbār Makka von al-Azraqī

Abū l-Walīd Ahmad ibn Muhammad al-Azraqī (arabisch أبو الوليدأحمد بن محمد الأزرقي, DMG Abū l-Walīd Aḥmad ibn Muḥammad al-Azraqī, gest. 837) war ein Historiker und der Verfasser des ältesten erhaltenen Werkes über die Stadt Mekka. Er war der Nachkomme eines Byzantiners namens al-Azraq, „der Blauäugige“, der als Sklave nach aṭ-Ṭāʾif verkauft wurde, wo er bis 629 lebte.
Abū ʾl-Walīd al-Azraqī war ein Traditionarier, nach dem Ahmad ibn Hanbal und andere überlieferten. Er selbst stützte sich vor allem auf Überlieferungen der frühen Autoren der Sira – und Maghazi-Literatur, ferner auf die Überlieferer der Lokalnachrichten über die Geschichte der Stadt Mekka.
Sein Werk „Die Nachrichten über Mekka und über seine Denkmäler“ (Aḫbār Makka wa-mā ǧāʾa fī-hā min al-āṯār) ist die älteste Chronik über die Stadt Mekka. Ibn an-Nadīm nennt es unter einem ähnlichen Titel:„Das Buch über Mekka, seine Chronik, seine Berge und Täler.“ Er fährt fort: „Es ist ein umfangreiches Buch.“ Das Buch ist in der Bearbeitung seines Enkels Abū l-Walīd, Muḥammad ibn ʿAbd Allāh ibn Aḥmad al-Azraqī (gest. 865) erhalten. Von diesem Werk gibt es drei Editionen:
- Erstmals ist das Werk – zusammen mit anderen Stadtchroniken von Mekka – von Ferdinand Wüstenfeld herausgegeben worden: Die Chroniken der Stadt Mekka. Band I. Die Geschichte und Beschreibung der Stadt Mekka von al-Azraqī. (Leipzig 1858; Digitalisat). Seine Edition wurde im Orient mehrfach nachgedruckt.
- Eine sorgfältige Edition mit detaillierten Indices – Koran- und Hadith-Zitate, Propheten- und andere Personennamen, Stammes- und Ortsnamen, Märkte, Götzennamen, Poesie – ist in der Edition von Rušdī aṣ-Ṣāliḥ Malḥas in Mekka im Jahre 1933 erschienen. Sie umfasst zwei Teile (304 + 299 Seiten) in einem Band und wurde 1983 in Beirut erneut gedruckt (Digitalisat).
- Eine weitere zweibändige Edition von ʿAbd al-Malik ibn Duhaiš ist 2003 in Mekka erschienen (Digitalisat).

Der Verfasser stellt zunächst die Geschichte der Kaaba anhand der islamischen Überlieferungen der Prophetenlegenden, ferner die Entwicklung der Stadt in der Dschāhilīya, den Götzenkult bis zur „Wiederentdeckung“ des nach der islamischen Lehre von Abraham gegründeten Heiligtums durch die Vorfahren Mohammeds dar. Darauf folgt die Beschreibung der Wallfahrtszeremonien sowohl in der vorislamischen als auch in der islamischen Zeit. Die Dokumentierung von stammes- bzw. familieneigenen Siedlungen, Moscheen, Märkten, öffentlichen Plätzen und Friedhöfen hat einen stadtgeschichtlich hohen Stellenwert.